# 中津川站
中津川站（日语：／ Nakatsugawa eki */?）是東海旅客鐵道（JR東海）中央本線的鐵路車站，位於日本岐阜縣中津川市太田町二丁目。

## 歷史
- 1902年（明治35年）12月21日：以中津站的名稱開業，為鐵道省的一個車站[1]。
- 1911年（明治44年）6月1日：改為現在名稱[1]。
- 1949年（昭和24年）6月1日：成為日本國有鐵道的一個車站。
- 1986年（昭和61年）11月1日：行李業務停止辦理。
- 1987年（昭和62年）4月1日：國鐵分割民營化，成為東海旅客鐵道的一個車站。
- 2006年（平成18年）11月25日：本站可以使用TOICA。

## 車站結構
側式月台1面1線和島式月台1面2線的地面車站，並設有自動售票機和驗票閘門。

### 月台配置
| 月台 | 路線     | 方向               | 目的地             | 備註     |
| ---- | -------- | ------------------ | ------------------ | -------- |
| 1    | 中央本線 | 上行               | 多治見、名古屋方向 | 包含特急 |
| 2    | 中央本線 | 上行               | 多治見、名古屋方向 |          |
| 下行 | 中央本線 | 木曾福島、長野方向 |                    |          |
| 下行 | 中央本線 | 木曾福島、長野方向 | 3                  | 包含特急 |

（JR東海：車站圖 （页面存档备份，存于））

## 使用情況
根據「岐阜縣統計書」「中津川市統計書」，此站1日平均上車人次如下表。
| 年度   | 1日平均 上車人次 |
| ------ | ---------------- |
| 2000年 | 3,806            |
| 2001年 | 3,720            |
| 2002年 | 3,566            |
| 2003年 | 3,563            |
| 2004年 | 3,568            |
| 2005年 | 3,594            |
| 2006年 | 3,521            |
| 2007年 | 3,546            |
| 2008年 | 3,548            |
| 2009年 | 3,440            |
| 2010年 | 3,446            |
| 2011年 | 3,420            |
| 2012年 | 3,427            |
| 2013年 | 3,525            |
| 2014年 | 3,432            |
| 2015年 | 3,487            |
| 2016年 | 3,424            |
| 2017年 | 3,417            |
| 2018年 | 3,400            |

## 车站周边
- NHK名古屋放送局中津川無線電中継局（第1放送1161kHz 100w 第2放送1359kHz 100w）
- CBC電台中津川無線電中継局（1557kHz 100w）
- 中津川站前郵政局
- 中津川郵政局
- 中山道中津川宿
- 中津川市役所
- 本町公園[3] - D51 266号機が静態保存されている[4]。
- 中津川市子兒童科學館
- 中津川市中山道歴史資料館
- 中津川市立東小學
- 中津川市立南小学
- 中津川市立西小学
- 中津川市立第一中学
- 中津川市立第二中学
- 岐阜县立中津高等学校
- 岐阜縣立中津商業高等學校
- 中央自動車道 中津川IC
- 国道19号
- 国道256号
- 国道257号
- 国道363号
- 岐阜縣道71號中津川停車場線

## 相鄰車站
東海旅客鐵道（JR東海）
 中央本線
■快速、■普通
落合川－中津川（CF19）－美乃坂本（CF18）

### 來源
1. 1 2  , JTB: 187, 1998
2. 1 2  駅構内の案内表記。これらはJR東海公式サイトの各站時刻表 （页面存档备份，存于）で参照可能（駅掲示用時刻表のPDFが使われているため。2015年1月現在）。
3. ↑  . 中津川市. 2007-04-27  [2012-07-02]. （原始内容存档于2012-06-14）.
4. ↑  . 中津川市. 2012-04-11  [2012-07-02]. （原始内容存档于2012-06-09）.

## 外部連結
- 中津川 - 東海旅客鐵道